# Hiroshige
Ichiryusai Hiroshige (一幽斎廣重) ili Utagawa Hiroshige (歌川広重), pravog imena Ando Tokutaro (安藤徳太郎) (Tokyo, 1797. – Tokyo, 12. listopada 1858.), bio je jedan od najvećih japanskih majstora drvoreza. 
Hiroshige je bio sin vatrogasca u Edu (kasnije Tokyo). Školovao se u Ukiyo-e školi Utagawa (po kojoj ga često zovu Utagawa) U. Toyohira, a nakon njegove smrti postao je voditelj njegove radionice. Postao je slavan serijom višebojnih drvoreza Pedeset i tri postaje na cesti Tokaido, likovnih putopisa izrađenih rafiniranim koloritom. Posljednji i najslavnija serija mu je bila Stotinu pogleda na Edo. 
U japansko tradicionalno slikarstvo je počeo unositi europska shvaćanja, poglavito primjenu perspektive. Kao što je vidljivo na drvorezu Kazalište Saruwaka-cho iz 1856. godine gdje je prikazao mnoštvo ispred kazališta na ulici koja se udaljava u linearnoj perspektivi, dok sjajna mjesečina čini ljudske sjene dugima i jasnima.

## Odabrana djela
- Pogled na Hakone na putu za Tōkaidō, drvorez, 1833. – 1834.
- Pogled na Nihonbashi na putu za Tōkaidō, drvorez, 1833. – 1834.
- Noćni snijeg kod Kambare na putu za Tōkaidō, drvorez, 1833. – 1834.

- Pogled na planinu Fuji iz Satta u zaljevu Suruga, drvorez, 1859. (otisnuta postumno)
- Prelazak mosta Wada preko rijeke Yoda u Nagakubo-shuku, drvorez iz putopisa Šezdeset devet postaja puta za Kiso Kaidō, 1834. – 1842.
- Iznenadni pljusak na mostu Atake, drvorez iz putopisa Stotinu pogleda na Edo, 1834. – 1842.

- Kazalište Saruwaka-cho, drvorez, 1856.
- Vatromet kod Ryōgokua, drvorez iz putopisa Stotinu pogleda na Edo
- lijevo: Hiroshige, "Procvala šljiva u Kameidou"; 
desno: Van Gogh, "Procvala šljiva"

## Vanjske poveznice
- Hiroshigeova djela na Tokyjskom digitalnom muzeju  Arhivirana inačica izvorne stranice od 10. veljače 2009. (Wayback Machine)
- Stotinu pogleda na Edo - Izložba u Brooklynskom muzeju  Arhivirana inačica izvorne stranice od 17. siječnja 2011. (Wayback Machine)